# Светослав Овчаров
Светослав Овчаров е български кинорежисьор.

## Биография
Роден е на 30 декември 1957 г. в Провадия. Завършва филмова и телевизионна режисура във НАТФИЗ „Кр. Сарафов“ през 1982 г.
Работи като асистент режисьор и ІІ режисьор в Студията за игрални филми „Бояна“ (1982-1991). Драматург и художествен ръководител на театъра в Димитровград (1992-1994).
Преподавател в НАТФИЗ от 1991 г. Доцент от 1997 г. Професор от 2008 г.
Гост лектор на Харвардския университет (1994).
Член на Европейската филмова академия.
Женен е за българската журналистка и преводачка Жанина Драгостинова.

## Награди
За филма „Второто освобождение“
- Наградата на Гилдия „Критика“ към Съюза на българските филмови дейци на 26-ия Фестивал на българското документално и анимационно кино „Златен ритон“, София, 2022
- Награда на Българската национална филмотека на 26-ия Фестивал на българското документално и анимационно кино „Златен ритон“, София, 2022[3]

За филма „Сестра“
- Голямата награда на 18 международен филмов фестивал CINEDAYS в Скопие
- Голямата награда на 29 международен филмов Фестивал в Котбус - Германия, 2019
- Young FIPRESCI Award на 35 международен филмов фестивал във Варшава, 2019
- Special Mention на международния филмов фестивал в Сан Себастиан, 2019

За филма "Ирина"
- Номинация за Европейски филмови награди 2019

За филма „Врагове“
- Голямата награда „Златна сабя“ на VIII Международен филмов фестивал на военни и исторически филми, Варшава 2017
- Голямата награда на 17 Фестивал на червенокръстки и здравни филми 2017
- Голямата награда „Сребриста чайка“ на 15 СФФ Бургас 2017
- Специалната награда на 35 фестивал „Златна роза“ 2017

За филма „Жажда“
- Номинация за Европейски филмови награди 2016

За филма „Зад кадър“
- Наградата за най-добър филм, най-добра сценография, най-добри костюми, най-добра мъжка поддържаща роля на Los Angeles Movie Awards (САЩ) 2012
- Номинация на най-добър филм на международния филмов фестивал в Канзас (САЩ) 2012
- Наградата за най-добър режисьор и наградата на FIPRESCI на 34 международен кинофестивал в Кайро 2010

За филма „Единствената любовна история, която Хемингуей не описа“
- Наградата на публиката на 5 South East European Film Festival, 2010, Лос Анджелис
- Специалната награда на ХХIII фестивал „Златна роза“ 2008
- Наградата за режисура на ХХIII фестивал „Златна роза“ 2008
- Наградата на Балканския филмов фонд за сценарий, Солун 2004

За филма „Часът на нашето съединение“
- Почетен медал „120 години от Съединението“ 2005

За филма „Похвално слово за консерватизма на българите“
- „Наградата на Пловдив“ на фестивала на българското документално кино Пловдив 2003

За филма „Лист отбрулен“
- Награда за дебют на актрисата Весела Казакова и за музика на фестивала „Златна роза“ 2002

За филма „Излишните“
- Специалната награда на ХІІ фестивал на българското документално кино 1999 г.

За филма „BG – невероятни разкази за един съвременен българин“
- Годишна награда за изкуство на дружество „Гражданин“ – 1997

За филма „Черната лястовица“
- Гран при на международния филмов фестивал в Тбилиси (Грузия) 1997

За филма „Фердинанд Български“
- „Златна роза“ за документален филм на фестивала на българското кино, Варна 1996

За филма „Стефан Стамболов – съзидателят и съсипателят“
- Награда за най-добър документален филм
- Награда на критиката на фестивала на документалното кино 1992
- Наградата на София 1991 г.

За книгата „Коста Паница – черти из живота и времето му“
- Награда за дебют „Южна пролет“ 1986

## Филмография
- 2023 - "Герой на нашето време" (документален) сценарист, режисьор, продуцент (заедно със Светла Цоцоркова)
- 2022 - "Vox populi"  (игрален, късометражен) сценарист, продуцент(заедно със Светла Цоцоркова)
- 2021 – „Второто освобождение“ (документален) сценарист (заедно с Евелина Келбечева), режисьор, продуцент
- 2019 – „Сестра“ (игрален) сценарист, продуцент
- 2018 – „Ирина“ (игрален) сценарист
- 2017 – „Врагове“ (игрален) сценарист, режисьор, продуцент
- 2015 – „Жажда“ (игрален) сценарист, продуцент
- 2015 – „Известният непознат“ (документален за Иван Стоянович-Аджелето) съсценарист с Петър Стоянович, режисьор, продуцент
- 2013 – „Дървото на живота – сезон 2“ (телевизионен сериал 12 серии) сценарист
- 2012 – „Болеро“ (игрален, със студентите магистри от НАТФИЗ. Римейк на „Инспекторът и нощта“, сц. Богомил Райнов) екранна версия, режисьор, копродуцент
- 2011 – „Човека и Народа“ (документален) сценарист, режисьор, продуцент[4][5]
- 2010 – „Зад кадър“ (игрален) сценарист, режисьор, продуцент
- 2008 – „Единствената любовна история, която Хемингуей не описа“ (игрален) сценарист, режисьор, продуцент
- 2007 – „Летете с Росинант“ (игрален) сценарист (заедно с Георги Стоев – Джеки)
- 2005 – „Часът на нашето Съединение“ (документален), сценарист, режисьор
- 2005 – „Възстановителна репетиция“ (документален) режисьор
- 2004 – „Народния“ (документален) сценарист, режисьор
- 2003 – „Похвално слово за консерватизма на българите“ (документален) сценарист, режисьор[6]
- 2002/2003/2004 – „Паренъ влакъ“ (телевизионна документална поредица от 18 епизода) сценарист, режисьор
- 2002 – „Лист отбрулен“ (игрален) сценарист, режисьор
- 2000 – „Надежда в София“ (документален) сценарист, режисьор
- 1999 – „България - това съм аз!“ (игрален) сценарист, режисьор
- 1999 – „Щрихи към портрета на Народното събрание, 120 години по-късно“ (документален) сценарист, режисьор
- 1998 – „Излишните“ (документален), сценарист
- 1998 – „Къща върху камък, къща върху пясък“ (документален) сценарист (заедно с Асен Владимиров)
- 1997 – „Женитба“ (игрален) сценарист
- 1997 – „Кентавърът“ (документален), сценарист, режисьор
- 1997 – „Патриарси, попове и протести“ (документален) сценарист
- 1996 – „Страст“ (документален) сценарист, режисьор
- 1996 – „Право на избор“ (документален) сценарист
- 1996 – „Неизвестният главнокомандващ“ (документален) сценарист, режисьор
- 1996 – „Преди и след Одрин“ (документален) сценарист, режисьор
- 1996 – „BG – невероятни разкази за един съвременен българин“ (научнопопулярен) сценарист, режисьор (заедно с Георги Дюлгеров)
- 1995 – „Черната лястовица“ (игрален) сценарист (заедно с Георги Дюлгеров)
- 1994 – „Фердинанд Български“ (документален) сценарист, режисьор
- 1993 – „Парче от рая“ (документален) сценарист
- 1991 – „Стефан Стамболов – съзидателят и съсипателят“ (документален) сценарист, режисьор
- 1989 – „Юдино желязо“ (игрален) сценарист, режисьор
- 1988 – „Сляпа събота“ (игрален) сценарист
- 1986 – „Коста Паница – черти из живота и времето му“ (документален) сценарист, режисьор
- 1981 – „Мера според мера“, 7 серии – Тома Кранов – актьор
- 1980 – „Боянският майстор“, 2 серии – като актьор